# Golf van Urabá

Golf van Urabá

De Golf van Urabá is een baai aan de noordkust van Colombia. Het maakt deel uit van de Caribische Zee.
Het is een lange, brede inham gelegen ten zuiden van de Golf van Darién aan de kust van Colombia, dicht bij de verbinding van het continent met de Landengte van Panama. De Golf van Urabá werd in 1502 door de Spaanse ontdekkingsreiziger Rodrigo de Bastidas ontdekt. De stad Turbo (Antioquia) ligt aan de oostkant van de golf. De rivier Atrato mondt aan de westzijde uit in de golf. Aan de kust liggen voorts nog de steden Necoclí en Acandí, en vroeger de eerste Europese nederzetting in Colombia Santa María la Antigua del Darién.
Omdat de landverbinding tussen Noord-Amerika en Zuid-Amerika wordt onderbroken door de regio Darién, een moeilijk begaanbaar gebied, werd de Golf van Urabá een knooppunt voor de drugshandel.
- Library of Congress Control Number: sh85141254
- Nationale Bibliotheek van Tsjechië: ge628039
- Nationale Bibliotheek van Israël: 987007529654305171
- Virtual International Authority File: 246586182